# Salma
Salma ist ein überwiegend weiblicher Vorname.

## Herkunft und Bedeutung
Der weibliche Vorname Salma, arabisch سلمى, DMG Salmā, bedeutet „friedlich, sicher, gesund“.
Darüber hinaus kommt Salma in den Schreibweisen שַׂלְמָא śalmāʾ, שַׂלְמָה śalmâ und שַׂלְמָא śalmāʾ als hebräischer, männlicher Vorname mehrfach in der Bibel vor. Hier bedeutet er „Mantel“.

## Namensträgerinnen

### Vorname
- Salma (Salmā bint ʿAmr aus dem Stamm der Chazradsch) aus Medina, Urgroßmutter des Feldherrn und Religionsstifters Mohammed, Mutter von ʿAbd al-Muttalib ibn Hāschim
- Salma Agha (* 1962), britische Sängerin und Schauspielerin
- Salma Baccar (* 1945), tunesische Filmregisseurin, Produzentin und Politikerin
- Salma Hayek (* 1966), mexikanische Schauspielerin
- Salma Jahani (* 1952), afghanische Sängerin
- Salma Khadra Jayyusi (192*–2023), palästinensische Lyrikerin und Autorin
- Salma Shabana (* 1976), ägyptische Squashspielerin

### Künstlername
- Lalla Salma (* 1978, bürgerlich Salma Bennani), Ehefrau des marokkanischen Königs Mohammed VI.
- Salma de Nora (* 1979), spanische Pornodarstellerin